# Gloria Hooper
Gloria Hooper (3 de marzo de 1992) es un deportista italiana que compite en atletismo. Ganó una medalla de oro en los Juegos Mediterráneos de 2022, en la prueba de 4 × 100 m.